# Đội tuyển bóng đá quốc gia Ghana
Đội tuyển bóng đá quốc gia Ghana (tiếng Anh: Ghana national football team) là đội tuyển của Hiệp hội bóng đá Ghana và đại diện cho Ghana trên bình diện quốc tế.
Trận thi đấu quốc tế đầu tiên của đội tuyển Ghana là trận gặp đội tuyển Nigeria vào năm 1950. Ghana là một trong những đội tuyển hàng đầu của châu Phi, với bốn chức vô địch châu lục giành được vào các năm 1963, 1965, 1978, 1982, lọt vào tứ kết của World Cup 2010 cùng với tấm huy chương đồng của Thế vận hội Mùa hè 1992 và tấm huy chương vàng của đại hội Thể thao toàn Phi 2011.

## Hình ảnh đội tuyển

### Áo đấu và huy hiệu
Ngôi sao đen hiện diện trên Quốc kỳ Ghana và quốc huy ở chính giữa quốc huy. Được thông qua sau khi Ghana độc lập vào năm 1957, ngôi sao đen luôn được đưa vào bộ dụng cụ của họ. Các
Bộ dụng cụ của Black Stars được Puma tài trợ từ năm 2005, với hợp đồng kết thúc vào năm 2014.
Bộ quần áo bóng đá Ngôi sao đen được sử dụng thay cho bộ quần áo bóng đá có màu vàng, xanh lá cây và đỏ ban đầu dựa trên màu sắc của quốc kỳ Ghana. Những ngôi sao đen đã sử dụng bộ quần áo bóng đá toàn màu trắng và một phần màu đen được mặc từ những năm 1957 đến 1989 và một lần nữa từ năm 2006 đến tháng 12 năm 2014.
Trong khoảng thời gian từ 1990 đến 2006, đội ba quốc gia Ghana đã sử dụng bộ quần áo này có màu sắc của quốc kỳ Ghana, với vàng, xanh lá cây và đỏ được sử dụng rộng rãi, như trong huy hiệu của đội và còn được gọi là màu Liên Phi. Ý tưởng và thiết kế bộ vàng với màu xanh lá cây và đỏ cũng được sử dụng vào những năm 60 và 70, và được thiết kế với các sọc dọc màu vàng và xanh lá cây và vai màu đỏ. Bộ phụ kiện thứ hai toàn màu đen được giới thiệu vào năm 2008 và vào năm 2015, bộ dụng cụ có màu vàng-đỏ-xanh lá cây và bộ màu đen toàn bộ của Black Stars sẽ được chuyển sang vị trí của bộ dụng cụ thứ nhất và thứ hai sau sự cảm ứng của màu nâu với xanh lam và vàng bộ thứ 3 có màu Black Stars vào năm 2012.
Bộ trang phục bóng đá của đội tuyển quốc gia Ghana tại FIFA World Cup 2014 đã được BuzzFeed xếp hạng là bộ trang phục bóng đá đẹp nhất của giải đấu.

#### Nhà tài trợ áo đấu
| Nhà tài trợ | Giai đoạn |
| ----------- | --------- |
| Erima       | 1991–1992 |
| Adidas      | 1992–2000 |
| Kappa       | 1992–2000 |
| Puma        | 2005–nay  |

### Cổ động viên
Những ngôi sao đen duy trì lượng khán giả tham dự các trận đấu trên sân vận động trung bình là 60.000+ và tỷ lệ người tham dự trận đấu cao nhất là 80.000+, chẳng hạn như trong trường hợp trận tứ kết FIFA World Cup 2010 của Những ngôi sao đen gặp Uruguay với sự tham dự của 84.017 khán giả.  Trận đấu giữa Ghana với Anh vào ngày 29 tháng 3 năm 2011 là trận đấu trên sân khách lớn nhất đối với bất kỳ đội tuyển bóng đá quốc gia nào kể từ khi sân vận động Wembley mở cửa trở lại vào năm 2007.  Trận đấu đã được 700 triệu người trên khắp thế giới theo dõi.
Sau khi đội xuất hiện tại các giải đấu World Cup 2006 và 2010 , họ đã được chào đón bởi hàng trăm người hâm mộ cuồng nhiệt đang nhảy múa và ca hát tại sân bay quốc tế Kotoka ở Accra.

### Kình địch
Kình địch bóng đá chính của Những ngôi sao đen là với Super Eagles, đội tuyển quốc gia Nigeria. "Trận chiến giành quyền tối cao trên Vịnh Guinea" là giữa hai trong số những đội thành công nhất ở Châu Phi. Sự gần gũi của hai quốc gia với nhau, tranh chấp giữa các hiệp hội bóng đá khác nhau và cạnh tranh ngoại giao rộng lớn hơn để giành ảnh hưởng trên khắp Tây Phi đã làm tăng thêm sự cạnh tranh này.

## Danh hiệu
- Cúp bóng đá châu Phi: 4

Vô địch: 1963; 1965; 1978; 1982
Á quân: 1968; 1970; 1992; 2010; 2015
Hạng ba: 2008
- Vô địch WAFU Cup: 1

Vô địch: 2013
Hạng ba: 2010
- Bóng đá nam tại African Games:

 1978

## Thành tích quốc tế

### Giải bóng đá vô địch thế giới
Đội tuyển Ghana có 4 lần góp mặt ở giải bóng đá vô địch thế giới vào các năm 2006, 2010, 2014 và 2022, trong đó thành tích cao nhất là lọt vào tứ kết (2010).
| Năm           | Kết quả                            | St                                 | T                                  | H                                  | B                                  | Bt                                 | Bb                                 |                          |
| ------------- | ---------------------------------- | ---------------------------------- | ---------------------------------- | ---------------------------------- | ---------------------------------- | ---------------------------------- | ---------------------------------- | ------------------------ |
| 1930 đến 1958 | Không tham dự Là thuộc địa của Anh | Không tham dự Là thuộc địa của Anh | Không tham dự Là thuộc địa của Anh | Không tham dự Là thuộc địa của Anh | Không tham dự Là thuộc địa của Anh | Không tham dự Là thuộc địa của Anh | Không tham dự Là thuộc địa của Anh |                          |
| 1962          | Không vượt qua vòng loại           | Không vượt qua vòng loại           | Không vượt qua vòng loại           | Không vượt qua vòng loại           | Không vượt qua vòng loại           | Không vượt qua vòng loại           | Không vượt qua vòng loại           |                          |
| 1966          | Bỏ cuộc                            | Bỏ cuộc                            | Bỏ cuộc                            | Bỏ cuộc                            | Bỏ cuộc                            | Bỏ cuộc                            | Bỏ cuộc                            |                          |
| 1970 đến 1978 | Không vượt qua vòng loại           | Không vượt qua vòng loại           | Không vượt qua vòng loại           | Không vượt qua vòng loại           | Không vượt qua vòng loại           | Không vượt qua vòng loại           | Không vượt qua vòng loại           |                          |
| 1982          | Bỏ cuộc                            | Bỏ cuộc                            | Bỏ cuộc                            | Bỏ cuộc                            | Bỏ cuộc                            | Bỏ cuộc                            | Bỏ cuộc                            |                          |
| 1986 đến 2002 | Không vượt qua vòng loại           | Không vượt qua vòng loại           | Không vượt qua vòng loại           | Không vượt qua vòng loại           | Không vượt qua vòng loại           | Không vượt qua vòng loại           | Không vượt qua vòng loại           |                          |
| 2006          | Vòng 2                             | 4                                  | 2                                  | 0                                  | 2                                  | 4                                  | 6                                  |                          |
| 2010          | Tứ kết                             | 5                                  | 2                                  | 2                                  | 1                                  | 5                                  | 4                                  |                          |
| 2014          | Vòng 1                             | 3                                  | 0                                  | 1                                  | 2                                  | 4                                  | 6                                  |                          |
| 2018          | Không vượt qua vòng loại           | Không vượt qua vòng loại           | Không vượt qua vòng loại           | Không vượt qua vòng loại           | Không vượt qua vòng loại           | Không vượt qua vòng loại           | Không vượt qua vòng loại           | Không vượt qua vòng loại |
| 2022          | Vòng 1                             | 3                                  | 1                                  | 0                                  | 2                                  | 5                                  | 7                                  |                          |
| 2026 đến 2034 | Chưa xác định                      | Chưa xác định                      | Chưa xác định                      | Chưa xác định                      | Chưa xác định                      | Chưa xác định                      | Chưa xác định                      | Chưa xác định            |
| Tổng cộng     | 4/22                               | 15                                 | 5                                  | 3                                  | 7                                  | 18                                 | 23                                 |                          |

### Cúp bóng đá châu Phi
Ghana là một trong những đội tuyển giàu thành tích nhất châu Phi. Đội đang giữ kỉ lục 9 lần vào chung kết Cúp bóng đá châu Phi cùng với Ai Cập, trong đó có 4 lần vô địch.
| Cúp bóng đá châu Phi          | Cúp bóng đá châu Phi               | Cúp bóng đá châu Phi               | Cúp bóng đá châu Phi               | Cúp bóng đá châu Phi               | Cúp bóng đá châu Phi               | Cúp bóng đá châu Phi               | Cúp bóng đá châu Phi               | Cúp bóng đá châu Phi               | Cúp bóng đá châu Phi          |
| Vô địch: 4 Vòng chung kết: 24 | Vô địch: 4 Vòng chung kết: 24      | Vô địch: 4 Vòng chung kết: 24      | Vô địch: 4 Vòng chung kết: 24      | Vô địch: 4 Vòng chung kết: 24      | Vô địch: 4 Vòng chung kết: 24      | Vô địch: 4 Vòng chung kết: 24      | Vô địch: 4 Vòng chung kết: 24      | Vô địch: 4 Vòng chung kết: 24      | Vô địch: 4 Vòng chung kết: 24 |
| Năm                           | Thành tích                         | Thứ hạng1                          | Số trận                            | Thắng                              | Hòa2                               | Thua                               | Bàn thắng                          | Bàn thua                           |                               |
| ----------------------------- | ---------------------------------- | ---------------------------------- | ---------------------------------- | ---------------------------------- | ---------------------------------- | ---------------------------------- | ---------------------------------- | ---------------------------------- | ----------------------------- |
| 1957 đến 1959                 | Không tham dự là thuộc địa của Anh | Không tham dự là thuộc địa của Anh | Không tham dự là thuộc địa của Anh | Không tham dự là thuộc địa của Anh | Không tham dự là thuộc địa của Anh | Không tham dự là thuộc địa của Anh | Không tham dự là thuộc địa của Anh | Không tham dự là thuộc địa của Anh |                               |
| 1962                          | Vòng loại                          | Vòng loại                          | Vòng loại                          | Vòng loại                          | Vòng loại                          | Vòng loại                          | Vòng loại                          | Vòng loại                          |                               |
| 1963                          | Vô địch                            | 1/6                                | 3                                  | 2                                  | 1                                  | 0                                  | 6                                  | 1                                  |                               |
| 1965                          | Vô địch                            | 1/6                                | 3                                  | 3                                  | 0                                  | 0                                  | 12                                 | 5                                  |                               |
| 1968                          | Á quân                             | 2/8                                | 5                                  | 3                                  | 1                                  | 1                                  | 11                                 | 8                                  |                               |
| 1970                          | Á quân                             | 2/8                                | 5                                  | 2                                  | 2                                  | 1                                  | 6                                  | 4                                  |                               |
| 1972 đến 1976                 | Vòng loại                          | Vòng loại                          | Vòng loại                          | Vòng loại                          | Vòng loại                          | Vòng loại                          | Vòng loại                          | Vòng loại                          |                               |
| 1978                          | Vô địch                            | 1/6                                | 5                                  | 4                                  | 1                                  | 0                                  | 9                                  | 2                                  |                               |
| 1980                          | Vòng 1                             | 5/8                                | 3                                  | 1                                  | 1                                  | 1                                  | 1                                  | 1                                  |                               |
| 1982                          | Vô địch                            | 1/8                                | 5                                  | 2                                  | 3                                  | 0                                  | 7                                  | 5                                  |                               |
| 1984                          | Vòng 1                             | 6/8                                | 3                                  | 1                                  | 0                                  | 2                                  | 2                                  | 4                                  |                               |
| 1986 đến 1990                 | Vòng loại                          | Vòng loại                          | Vòng loại                          | Vòng loại                          | Vòng loại                          | Vòng loại                          | Vòng loại                          | Vòng loại                          |                               |
| 1992                          | Á quân                             | 2/12                               | 5                                  | 4                                  | 1                                  | 0                                  | 6                                  | 2                                  |                               |
| 1994                          | Tứ kết                             | 5/12                               | 3                                  | 2                                  | 0                                  | 1                                  | 3                                  | 2                                  |                               |
| 1996                          | Hạng tư                            | 4/15                               | 6                                  | 4                                  | 0                                  | 2                                  | 7                                  | 5                                  |                               |
| 1998                          | Vòng 1                             | 11/16                              | 3                                  | 1                                  | 0                                  | 2                                  | 3                                  | 3                                  |                               |
| 2000                          | Tứ kết                             | 8/16                               | 4                                  | 1                                  | 1                                  | 2                                  | 3                                  | 4                                  |                               |
| 2002                          | Tứ kết                             | 7/16                               | 4                                  | 1                                  | 2                                  | 1                                  | 2                                  | 2                                  |                               |
| 2004                          | Vòng loại                          | Vòng loại                          | Vòng loại                          | Vòng loại                          | Vòng loại                          | Vòng loại                          | Vòng loại                          | Vòng loại                          |                               |
| 2006                          | Vòng 1                             | 11/16                              | 3                                  | 1                                  | 0                                  | 2                                  | 2                                  | 3                                  |                               |
| 2008                          | Hạng ba                            | 3 / 16                             | 6                                  | 5                                  | 0                                  | 1                                  | 11                                 | 5                                  |                               |
| 2010                          | Á quân                             | 2/15                               | 5                                  | 3                                  | 0                                  | 2                                  | 4                                  | 4                                  |                               |
| 2012                          | Hạng tư                            | 4/16                               | 6                                  | 3                                  | 1                                  | 2                                  | 6                                  | 5                                  |                               |
| 2013                          | Hạng tư                            | 4/16                               | 6                                  | 3                                  | 2                                  | 1                                  | 10                                 | 6                                  |                               |
| 2015                          | Á quân                             | 2/16                               | 6                                  | 4                                  | 1                                  | 1                                  | 10                                 | 3                                  |                               |
| 2017                          | Hạng tư                            | 4/16                               | 6                                  | 3                                  | 0                                  | 3                                  | 4                                  | 5                                  |                               |
| 2019                          | Vòng 2                             | 12/24                              | 4                                  | 1                                  | 3                                  | 0                                  | 5                                  | 3                                  |                               |
| 2021                          | Vòng 1                             | 19/24                              | 3                                  | 0                                  | 1                                  | 2                                  | 3                                  | 5                                  |                               |
| 2023                          | Vòng 1                             | 17/24                              | 3                                  | 0                                  | 2                                  | 1                                  | 5                                  | 6                                  |                               |
| 2025                          | Vòng loại                          | Vòng loại                          | Vòng loại                          | Vòng loại                          | Vòng loại                          | Vòng loại                          | Vòng loại                          | Vòng loại                          |                               |
| 2027                          | Chưa xác định                      | Chưa xác định                      | Chưa xác định                      | Chưa xác định                      | Chưa xác định                      | Chưa xác định                      | Chưa xác định                      | Chưa xác định                      |                               |
| Tổng cộng                     | 4 lần vô địch                      | 4 lần vô địch                      | 105                                | 54                                 | 23                                 | 28                                 | 138                                | 91                                 |                               |

- ^1 Thứ hạng ngoài bốn hạng đầu (không chính thức) dựa trên so sánh thành tích giữa những đội tuyển vào cùng vòng đấu
- ^2 Tính cả những trận hoà ở vòng đấu loại trực tiếp phải giải quyết bằng sút luân lưu
- ^3 Khung đỏ: Chủ nhà

### Thế vận hội
Ghana đã từng 3 lần tham dự 3 kỳ thế vận hội (1964, 1968, 1972), trong đó thành tích tốt nhất là vào đến tứ kết ở ngay lần đầu tham dự (1964)
- (Nội dung thi đấu dành cho cấp đội tuyển quốc gia cho đến kỳ Đại hội năm 1988)

| Năm                           | Thành tích                         | Thứ hạng                           | Trận                               | Thắng                              | Hòa                                | Thua                               | Bàn thắng                          | Bàn thua                           |
| ----------------------------- | ---------------------------------- | ---------------------------------- | ---------------------------------- | ---------------------------------- | ---------------------------------- | ---------------------------------- | ---------------------------------- | ---------------------------------- |
| Paris 1900 đến Melbourne 1956 | Không tham dự là thuộc địa của Anh | Không tham dự là thuộc địa của Anh | Không tham dự là thuộc địa của Anh | Không tham dự là thuộc địa của Anh | Không tham dự là thuộc địa của Anh | Không tham dự là thuộc địa của Anh | Không tham dự là thuộc địa của Anh | Không tham dự là thuộc địa của Anh |
| Roma 1960                     | Không vượt qua vòng loại           | Không vượt qua vòng loại           | Không vượt qua vòng loại           | Không vượt qua vòng loại           | Không vượt qua vòng loại           | Không vượt qua vòng loại           | Không vượt qua vòng loại           | Không vượt qua vòng loại           |
| Tokyo 1964                    | Tứ kết                             | 7th                                | 4                                  | 1                                  | 1                                  | 2                                  | 7                                  | 12                                 |
| México 1968                   | Vòng 1                             | 12th                               | 3                                  | 0                                  | 2                                  | 1                                  | 6                                  | 8                                  |
| Munich 1972                   | Vòng 1                             | 16th                               | 3                                  | 0                                  | 0                                  | 3                                  | 1                                  | 11                                 |
| Montreal 1976                 | Không tham dự                      | Không tham dự                      | Không tham dự                      | Không tham dự                      | Không tham dự                      | Không tham dự                      | Không tham dự                      | Không tham dự                      |
| Moskva 1980 đến Seoul 1988    | Không vượt qua vòng loại           | Không vượt qua vòng loại           | Không vượt qua vòng loại           | Không vượt qua vòng loại           | Không vượt qua vòng loại           | Không vượt qua vòng loại           | Không vượt qua vòng loại           | Không vượt qua vòng loại           |
| Tổng cộng                     | 3/19                               | 24th                               | 10                                 | 1                                  | 3                                  | 6                                  | 14                                 | 31                                 |

## Kết quả thi đấu

### 2024
| 8 tháng 1 Giao hữu | Ghana | 0–0 | Namibia |  |  |
|                    |       |     |         |  |  |

| 14 tháng 1 CAN 2023 | Ghana     | 1–2      | Cabo Verde                       | Abidjan, Bờ Biển Ngà |  |
| 20:00 UTC±0         | Djiku 56' | Chi tiết | - Monteiro 17' - Rodrigues 90+2' | Sân vận động: Sân vận động Felix Houphouet Boigny Lượng khán giả: 11,943 Trọng tài: Jean-Jacques Ndala Ngambo (CHDC Congo) |  |

| 18 tháng 1 CAN 2023 | Ai Cập                       | 2–2      | Ghana              | Abidjan, Bờ Biển Ngà                                                                                     |  |
| 20:00 UTC±0         | - Marmoush 69' - Mostafa 74' | Chi tiết | - Kudus 45+3', 71' | Sân vận động: Sân vận động Felix Houphouet Boigny Lượng khán giả: 20,808 Trọng tài: Pierre Atcho (Gabon) |  |

| 22 tháng 1 CAN 2023 | Mozambique                             | 2–2      | Ghana                              | Abidjan, Bờ Biển Ngà                                                          |  |
| 20:00 UTC±0         | - Catamo 90+1' (ph.đ.) - Mandava 90+4' | Chi tiết | - J. Ayew 15' (ph.đ.), 70' (ph.đ.) | Sân vận động: Sân vận động Alassane Ouattara Trọng tài: Ibrahim Mutaz (Libya) |  |

| 22 tháng 3 Giao hữu | Nigeria                             | 2–1      | Ghana                | Marrakech, Maroc                                                       |  |
| 16:00 UTC±0         | - Dessers 38' (ph.đ.) - Lookman 84' | Chi tiết | - Ayew 90+5' (ph.đ.) | Sân vận động: Sân vận động Marrakech Trọng tài: Rédouane Jiyed (Maroc) |  |

| 26 tháng 3 Giao hữu | Uganda                             | 2–2      | Ghana                            | Marrakech, Maroc                                                        |  |
| 16:00 UTC±0         | - Mukwala 23' (ph.đ.) - Shaban 82' | Chi tiết | - Opoku 7' - J. Ayew 28' (ph.đ.) | Sân vận động: Sân vận động Marrakech Trọng tài: Bouchra Kaboubi (Maroc) |  |

| 6 tháng 6 Vòng loại FIFA World Cup 2026 | Mali               | 1–2      | Ghana                        | Bamako, Mali                                                                               |  |
| 19:00 UTC±0                             | - K. Doumbia 45+1' | Chi tiết | - Nuamah 58' - J. Ayew 90+4' | Sân vận động: Sân vận động 26 tháng 3 Lượng khán giả: 50,200 Trọng tài: Amin Omar (Ai Cập) |  |

| 10 tháng 6 Vòng loại FIFA World Cup 2026 | Ghana                                    | 4–3      | Trung Phi               | Kumasi, Ghana                                                                                  |  |
| 19:00 UTC±0                              | - Ayew 6' (ph.đ.), 60', 69' - Fatawu 62' | Chi tiết | - Mafouta 11', 41', 90' | Sân vận động: Sân vận động Baba Yara Lượng khán giả: 39,000 Trọng tài: Abdulrazg Ahmed (Libya) |  |

| 5 tháng 9 Vòng loại CAN 2025 | Ghana | 0–1      | Angola         | Kumasi, Ghana                                                            |  |
| 16:00 UTC±0                  |       | Chi tiết | - Milson 90+3' | Sân vận động: Sân vận động Baba Yara Trọng tài: Samuel Uwikunda (Rwanda) |  |

| 9 tháng 9 Vòng loại CAN 2025 | Niger      | 1–1      | Ghana       | Berkane, Maroc                                                                |  |
| 16:00 UTC+1                  | - Sako 81' | Chi tiết | - Seidu 44' | Sân vận động: Sân vận động Berkane Municipal Trọng tài: Lamin Jammeh (Gambia) |  |

| 10 tháng 10 Vòng loại CAN 2025 | Ghana | 0–0      | Sudan | Accra, Ghana                                                                     |  |
| 16:00 UTC±0                    |       | Chi tiết |       | Sân vận động: Sân vận động Thể thao Accra Trọng tài: Patrice Milazar (Mauritius) |  |

| 15 tháng 10 Vòng loại CAN 2025 | Sudan                           | 2–0      | Ghana | Benghazi, Libya                                                                |  |
| 15:00 UTC+2                    | - Al-Tash 62' - Abdelrahman 65' | Chi tiết |       | Sân vận động: Sân vận động Liệt sĩ Tháng Hai Trọng tài: Mehrez Malki (Tunisia) |  |

| 15 tháng 11 Vòng loại CAN 2025 | Angola     | 1–1      | Ghana      | Talatona, Angola                                                             |  |
| 19:00 UTC+1                    | - Zini 64' | Chi tiết | - Ayew 18' | Sân vận động: Sân vận động 11 tháng 11 Trọng tài: Georges Gatogato (Burundi) |  |

| 18 tháng 11 Vòng loại CAN 2025 | Ghana | v | Niger |  |  |
|                                |       |   |       |  |  |

## Cầu thủ

### Đội hình hiện tại
Đây là đội hình tham dự CAN 2023.
Cập nhật thống kê tính đến ngày: 22 tháng 1 năm 2024, sau trận gặp Mozambique.
| Số | VT | Cầu thủ                       | Ngày sinh (tuổi)  | Trận | Bàn | Câu lạc bộ        |
| -- | -- | ----------------------------- | ----------------- | ---- | --- | ----------------- |
|    | TM | Richard Ofori                 | 1 tháng 11, 1993  | 33   | 0   | Orlando Pirates   |
|    | TM | Lawrence Ati-Zigi             | 29 tháng 11, 1996 | 20   | 0   | St. Gallen        |
|    | TM | Joe Wollacott                 | 8 tháng 9, 1996   | 11   | 0   | Hibernian         |
|    |    |                               |                   |      |     |                   |
|    | HV | Daniel Amartey                | 21 tháng 12, 1994 | 55   | 0   | Beşiktaş          |
|    | HV | Alexander Djiku               | 9 tháng 8, 1994   | 27   | 1   | Fenerbahçe        |
|    | HV | Gideon Mensah                 | 18 tháng 7, 1998  | 24   | 0   | Auxerre           |
|    | HV | Nicholas Opoku                | 11 tháng 8, 1997  | 18   | 1   | Amiens            |
|    | HV | Denis Odoi                    | 27 tháng 5, 1988  | 13   | 0   | Club Brugge       |
|    | HV | Alidu Seidu                   | 4 tháng 6, 2000   | 11   | 0   | Clermont          |
|    | HV | Mohammed Salisu               | 17 tháng 4, 1999  | 10   | 2   | Monaco            |
|    | HV | Kingsley Schindler            | 12 tháng 7, 1993  | 4    | 0   | Samsunspor        |
|    | HV | Abdul Fatawu Hamidu           | 4 tháng 3, 1999   | 1    | 0   | Medeama           |
|    |    |                               |                   |      |     |                   |
|    | TV | André Ayew (đội trưởng)       | 17 tháng 12, 1989 | 119  | 24  | Le Havre          |
|    | TV | Mohammed Kudus                | 2 tháng 8, 2000   | 32   | 11  | West Ham United   |
|    | TV | Iddrisu Baba                  | 22 tháng 1, 1996  | 28   | 0   | Almería           |
|    | TV | Osman Bukari                  | 13 tháng 12, 1998 | 17   | 3   | Red Star Belgrade |
|    | TV | Salis Abdul Samed             | 26 tháng 3, 2000  | 15   | 0   | Lens              |
|    | TV | Joseph Paintsil               | 1 tháng 2, 1998   | 15   | 0   | LA Galaxy         |
|    | TV | Majeed Ashimeru               | 10 tháng 10, 1997 | 9    | 0   | Anderlecht        |
|    | TV | Elisha Owusu                  | 7 tháng 11, 1997  | 8    | 0   | Auxerre           |
|    | TV | Ransford-Yeboah Königsdörffer | 13 tháng 9, 2001  | 4    | 0   | Hamburger SV      |
|    | TV | Richmond Lamptey              | 18 tháng 3, 1997  | 1    | 0   | Asante Kotoko     |
|    |    |                               |                   |      |     |                   |
|    | TĐ | Jordan Ayew                   | 11 tháng 9, 1991  | 100  | 22  | Crystal Palace    |
|    | TĐ | Antoine Semenyo               | 7 tháng 1, 2000   | 17   | 2   | Bournemouth       |
|    | TĐ | Iñaki Williams                | 15 tháng 6, 1994  | 17   | 1   | Athletic Bilbao   |
|    | TĐ | Ernest Nuamah                 | 1 tháng 11, 2003  | 9    | 2   | Lyon              |
|    | TĐ | Jonathan Sowah                | 9 tháng 1, 2000   | 3    | 0   | Medeama           |

### Triệu tập gần đây
| Vt | Cầu thủ               | Ngày sinh (tuổi)  | Số trận | Bt | Câu lạc bộ             | Lần cuối triệu tập             |
| -- | --------------------- | ----------------- | ------- | -- | ---------------------- | ------------------------------ |
| TM | Benjamin Asare        | 13 tháng 7, 1992  | 0       | 0  | Great Olympics         | 2023 Africa Cup of Nations PRE |
| TM | Felix Kyei            | 13 tháng 3, 2003  | 0       | 0  | Medeama                | 2023 Africa Cup of Nations PRE |
| TM | Abdul Manaf Nurudeen  | 8 tháng 2, 1999   | 4       | 0  | Eupen                  | v. Comoros, 21 November 2023   |
|    |                       |                   |         |    |                        |                                |
| HV | Baba Rahman           | 2 tháng 7, 1994   | 52      | 1  | PAOK                   | 2023 Africa Cup of Nations PRE |
| HV | Kasim Adams           | 22 tháng 6, 1995  | 16      | 2  | 1899 Hoffenheim        | 2023 Africa Cup of Nations PRE |
| HV | Andy Yiadom           | 2 tháng 12, 1991  | 16      | 0  | Reading                | 2023 Africa Cup of Nations PRE |
| HV | Joseph Larweh Attamah | 22 tháng 5, 1994  | 6       | 0  | Kayserispor            | 2023 Africa Cup of Nations PRE |
| HV | Tariq Lamptey         | 30 tháng 9, 2000  | 4       | 0  | Brighton & Hove Albion | 2023 Africa Cup of Nations PRE |
| HV | Stephan Ambrosius     | 18 tháng 12, 1998 | 2       | 0  | Karlsruher SC          | 2023 Africa Cup of Nations PRE |
| HV | Jerome Opoku          | 14 tháng 10, 1998 | 1       | 0  | İstanbul Başakşehir    | 2023 Africa Cup of Nations PRE |
| HV | Patrick Kpozo         | 15 tháng 7, 1997  | 1       | 0  | Baník Ostrava          | 2023 Africa Cup of Nations PRE |
| HV | Abdulai Nurudeen      | 1 tháng 8, 2004   | 0       | 0  | Medeama                | 2023 Africa Cup of Nations PRE |
| HV | Razak Simpson         | 15 tháng 7, 1998  | 0       | 0  | Nations                | 2023 Africa Cup of Nations PRE |
| HV | Joseph Aidoo          | 29 tháng 9, 1995  | 17      | 0  | Celta Vigo             | v. Comoros, 21 November 2023   |
|    |                       |                   |         |    |                        |                                |
| TV | Thomas Partey         | 13 tháng 6, 1993  | 47      | 13 | Arsenal                | 2023 Africa Cup of Nations PRE |
| TV | Edmund Addo           | 17 tháng 5, 2000  | 12      | 0  | Radnički Niš           | 2023 Africa Cup of Nations PRE |
| TV | Daniel Afriyie        | 26 tháng 6, 2001  | 6       | 4  | Zürich                 | 2023 Africa Cup of Nations PRE |
| TV | Yaw Yeboah            | 28 tháng 3, 1997  | 4       | 0  | Columbus Crew          | 2023 Africa Cup of Nations PRE |
| TV | Michael Baidoo        | 14 tháng 5, 1999  | 0       | 0  | Elfsborg               | 2023 Africa Cup of Nations PRE |
| TV | Forson Amankwah       | 31 tháng 12, 2002 | 0       | 0  | Red Bull Salzburg      | 2023 Africa Cup of Nations PRE |
| TV | Emmanuel Antwi        | 8 tháng 1, 2000   | 0       | 0  | Great Olympics         | 2023 Africa Cup of Nations PRE |
| TV | Godfred Atuahene      | 10 tháng 10, 2002 | 0       | 0  | Dreams                 | 2023 Africa Cup of Nations PRE |
|    |                       |                   |         |    |                        |                                |
| TĐ | Kamaldeen Sulemana    | 15 tháng 2, 2002  | 18      | 0  | Southampton            | 2023 Africa Cup of Nations PRE |
| TĐ | Abdul Fatawu          | 8 tháng 3, 2004   | 15      | 1  | Leicester City         | 2023 Africa Cup of Nations PRE |
| TĐ | Benjamin Tetteh       | 10 tháng 7, 1997  | 7       | 0  | Metz                   | 2023 Africa Cup of Nations PRE |
| TĐ | Bernard Tekpetey      | 3 tháng 9, 1997   | 2       | 0  | Ludogorets Razgrad     | 2023 Africa Cup of Nations PRE |
| TĐ | John Antwi            | 6 tháng 8, 1992   | 2       | 0  | Dreams                 | 2023 Africa Cup of Nations PRE |
| TĐ | Hafiz Konkoni         | 27 tháng 12, 1999 | 0       | 0  | Young Africans         | 2023 Africa Cup of Nations PRE |
| TĐ | Brandon Thomas-Asante | 28 tháng 12, 1998 | 0       | 0  | West Bromwich Albion   | 2023 Africa Cup of Nations PRE |
| TĐ | Derrick Fordjour      | 21 tháng 6, 2002  | 0       | 0  | Medeama                | 2023 Africa Cup of Nations PRE |
| TĐ | Kwasi Wriedt          | 10 tháng 7, 1994  | 6       | 0  | VfL Osnabrück          | v. Trung Phi, 5 September 2023 |

Chú thích
- ^  INJ = Rút lui vì chấn thương
- ^   = Chấn thương gần đây nhất
- PRE Đội hình sơ bộ.

## Kỷ lục cầu thủ
Tính đến 22 tháng 1 năm 2024.

Cầu thủ in đậm vẫn còn thi đấu ở đội tuyển quốc gia.

### Thi đấu nhiều nhất

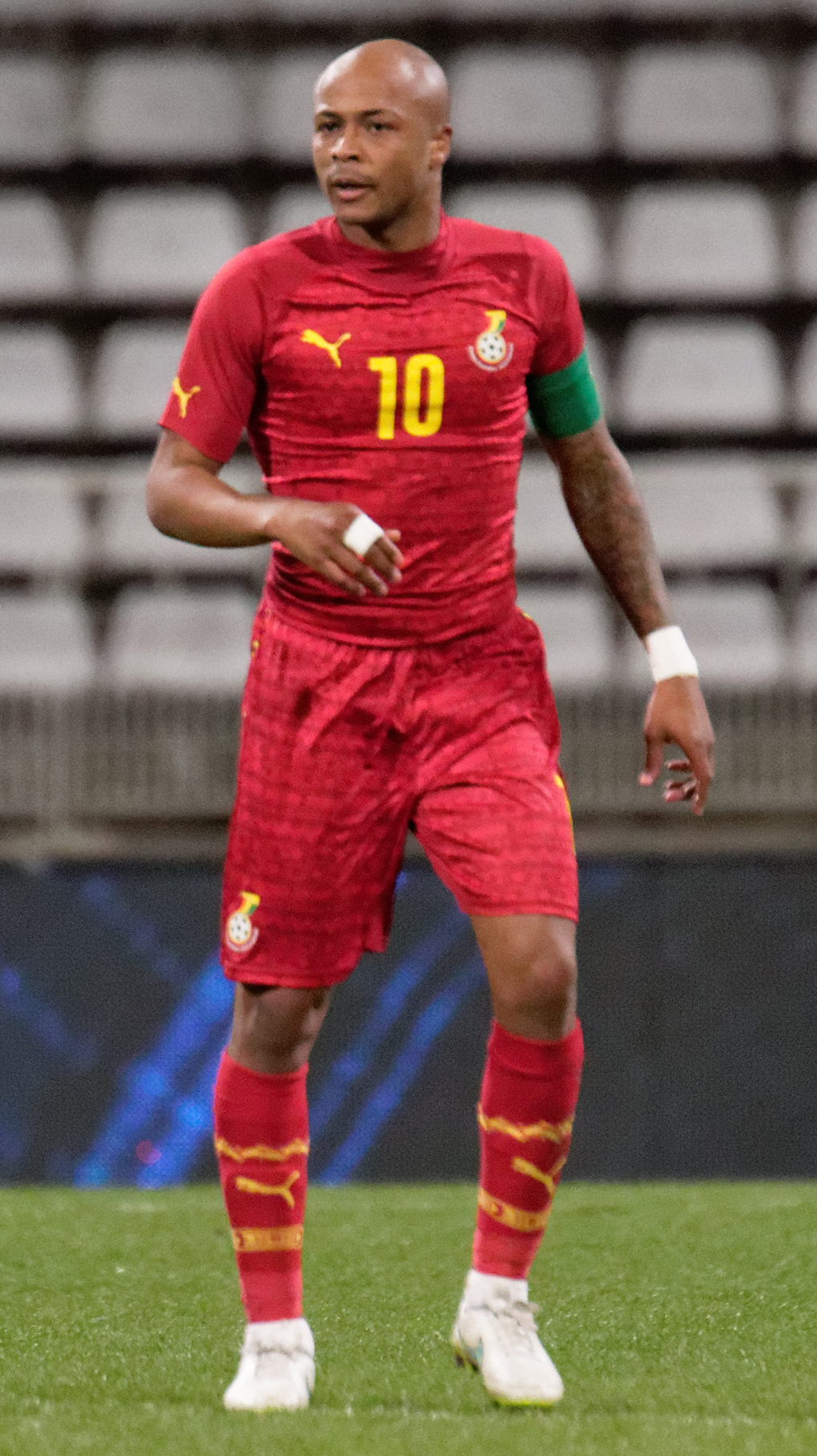
André Ayew là cầu thủ khoác áo đội tuyển quốc gia nhiều nhất với 119 trận.

| #  | Tên                    | Số trận | Bàn thắng | Giai đoạn |
| -- | ---------------------- | ------- | --------- | --------- |
| 1  | André Ayew             | 119     | 24        | 2007–nay  |
| 2  | Asamoah Gyan           | 109     | 51        | 2003–2019 |
| 3  | Jordan Ayew            | 100     | 22        | 2009–nay  |
| 4  | Richard Kingson        | 93      | 1         | 1996–2011 |
| 5  | John Paintsil          | 91      | 0         | 2001–2013 |
| 6  | Harrison Afful         | 86      | 0         | 2008–2018 |
| 7  | Sulley Muntari         | 84      | 20        | 2002–2014 |
| 8  | John Mensah            | 81      | 3         | 2001–2012 |
| 9  | Emmanuel Agyemang-Badu | 78      | 11        | 2008–2017 |
| 10 | Kwadwo Asamoah         | 74      | 4         | 2008–2019 |

### Ghi bàn nhiều nhất

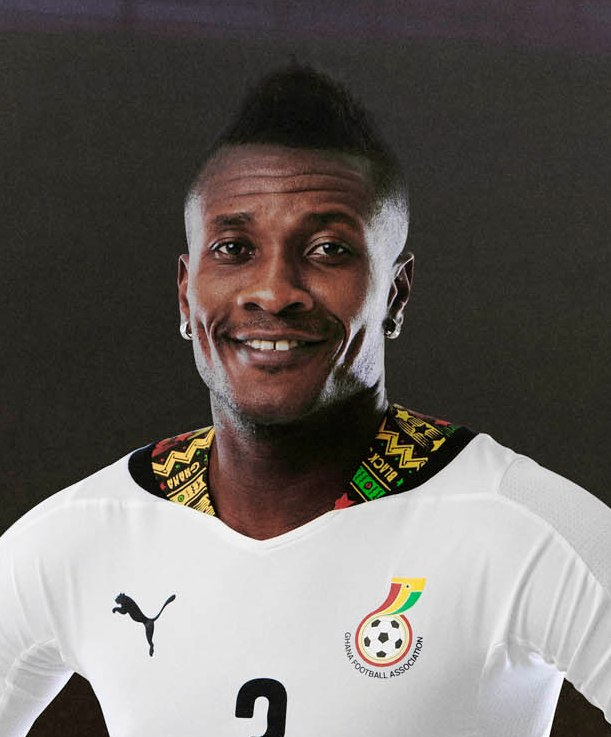
Asamoah Gyan là cầu thủ ghi nhiều bàn thắng nhất cho đội tuyển quốc gia với 51 bàn thắng.

| # | Tên               | Bàn thắng | Số trận | Hiệu số | Giai đoạn |
| - | ----------------- | --------- | ------- | ------- | --------- |
| 1 | Asamoah Gyan      | 51        | 109     | 0.47    | 2003–2019 |
| 2 | Edward Acquah     | 45        | 41      | 1.1     | 1956–1964 |
| 3 | Kwasi Owusu       | 36        | 45      | 0.8     | 1968–1976 |
| 4 | Karim Abdul Razak | 25        | 62      | 0.4     | 1975–1988 |
| 5 | André Ayew        | 24        | 119     | 0.19    | 2007–nay  |
| 6 | Jordan Ayew       | 22        | 100     | 0.20    | 2009–nay  |
| 7 | Wilberforce Mfum  | 20        | 26      | 0.77    | 1960–1968 |
| 7 | Sulley Muntari    | 20        | 84      | 0.24    | 2002–2014 |
| 9 | Osei Kofi         | 19        | 25      | 0.76    | 1964–1973 |
| 9 | Abedi Pele        | 19        | 73      | 0.26    | 1982–1998 |